# Hybalus normandi
Hybalus normandi är en skalbaggsart som beskrevs av Baraud 1980. Hybalus normandi ingår i släktet Hybalus och familjen Orphnidae. Inga underarter finns listade i Catalogue of Life.